# Great Expectations (TV-serie)
Great Expectations är en brittisk TV-miniserie av historiskt drama, baserad på romanen från 1861 av Charles Dickens. Den hade premiär på BBC One i Storbritannien samt på FX på Hulu i USA, den 26 mars 2023.
Regissören Steven Knight har tidigare (2019) också regisserat en TV-serieadaption av A Christmas Carol av Charles Dickens, även den i samarbete mellan BBC och FX. 

## Handling
Great Expectations, på svenska Lysande utsikter, är berättelsen om Pip, en föräldralös pojke som längtar efter något större, tills livet tar en vändning och den mystiska, förmögna "Miss Havisham"s onda intriger visar honom en mörk värld full av möjligheter. De lysande utsikter som hägrar framför honom får Pip att fundera över vad som krävs för att nå denna nya värld och om den verkligen kommer att göra honom till den man han vill vara. Med fördömande kritik av dåtidens klassystem publicerades Dickens roman 1861. 

## Rollista
- Fionn Whitehead som Pip
  - Tom Sweet som unga Pip
- Johnny Harris som Magwitch
- Trystan Gravelle som Compeyson
- Owen McDonnell som Joe
- Hayley Squires som Sara
- Tim Key som Mr Wopsle
- Matt Berry som Mr. Pumblechook
- Olivia Colman som Miss Havisham
- Shalom Brune-Franklin som Estella
  - Chloe Lea som unga Estella
- Rudi Dharmalingam som John Wemmick
- Matthew Needham som Bentley Drummle